# Back to Life (However Do You Want Me)
Back to Life (However Do You Want Me) is een nummer van de Britse band Soul II Soul. Het is de derde single van hun debuutalbum Club Classics Vol. One uit april 1989. Op 30 mei dat jaar werd het nummer eerst op single uitgebracht in het Verenigd Koninkrijk en Ierland. Op 12 juni volgden het Europese vasteland, Australië, Nieuw-Zeeland, de VS en Canada.
Het nummer werd ingezongen door de Britse zangeres Caron Wheeler.

## Achtergrond
De single werd een hit in West-Europa, Noord-Amerika, Australië en Nieuw-Zeeland. In thuisland het Verenigd Koninkrijk werd de nummer 1-positie behaald in de UK Singles Chart. Ook in de Eurochart Hot 100 kwam het op de eerste plaats terecht. In Ierland werd de zesde positie bereikt, in Australië de 45e, in Nieuw-Zeeland, de VS en Duitsland de vierde, in Canada de elfde, in Oostenrijk de dertiende, in Zwitserland de tweede en in Zweden de derde.
In Nederland werd de plaat een nummer 1-hit in zowel de Nederlandse Top 40 als de Nationale Hitparade Top 100. In Vlaanderen bereikte het de tweede plaats in de voorloper van de Ultratop 50 en de vierde positie in de Radio 2 Top 30.

## Hitnoteringen

### Nederlandse Top 40
| Hitnotering: 01-07-1989 t/m 16-09-1989 | Hitnotering: 01-07-1989 t/m 16-09-1989 | Hitnotering: 01-07-1989 t/m 16-09-1989 | Hitnotering: 01-07-1989 t/m 16-09-1989 | Hitnotering: 01-07-1989 t/m 16-09-1989 | Hitnotering: 01-07-1989 t/m 16-09-1989 | Hitnotering: 01-07-1989 t/m 16-09-1989 | Hitnotering: 01-07-1989 t/m 16-09-1989 | Hitnotering: 01-07-1989 t/m 16-09-1989 | Hitnotering: 01-07-1989 t/m 16-09-1989 | Hitnotering: 01-07-1989 t/m 16-09-1989 | Hitnotering: 01-07-1989 t/m 16-09-1989 | Hitnotering: 01-07-1989 t/m 16-09-1989 | Hitnotering: 01-07-1989 t/m 16-09-1989 |
| Week                                   | 1                                      | 2                                      | 3                                      | 4                                      | 5                                      | 6                                      | 7                                      | 8                                      | 9                                      | 10                                     | 11                                     | 12                                     |                                        |
| -------------------------------------- | -------------------------------------- | -------------------------------------- | -------------------------------------- | -------------------------------------- | -------------------------------------- | -------------------------------------- | -------------------------------------- | -------------------------------------- | -------------------------------------- | -------------------------------------- | -------------------------------------- | -------------------------------------- | -------------------------------------- |
| Nummer                                 | 32                                     | 17                                     | 9                                      | 4                                      | 1                                      | 1                                      | 2                                      | 2                                      | 5                                      | 9                                      | 18                                     | 32                                     | uit                                    |

### Nationale Hitparade Top 100
| Hitnotering: 17-06-1989 t/m 14-10-1989 | Hitnotering: 17-06-1989 t/m 14-10-1989 | Hitnotering: 17-06-1989 t/m 14-10-1989 | Hitnotering: 17-06-1989 t/m 14-10-1989 | Hitnotering: 17-06-1989 t/m 14-10-1989 | Hitnotering: 17-06-1989 t/m 14-10-1989 | Hitnotering: 17-06-1989 t/m 14-10-1989 | Hitnotering: 17-06-1989 t/m 14-10-1989 | Hitnotering: 17-06-1989 t/m 14-10-1989 | Hitnotering: 17-06-1989 t/m 14-10-1989 | Hitnotering: 17-06-1989 t/m 14-10-1989 | Hitnotering: 17-06-1989 t/m 14-10-1989 | Hitnotering: 17-06-1989 t/m 14-10-1989 | Hitnotering: 17-06-1989 t/m 14-10-1989 | Hitnotering: 17-06-1989 t/m 14-10-1989 | Hitnotering: 17-06-1989 t/m 14-10-1989 | Hitnotering: 17-06-1989 t/m 14-10-1989 | Hitnotering: 17-06-1989 t/m 14-10-1989 | Hitnotering: 17-06-1989 t/m 14-10-1989 | Hitnotering: 17-06-1989 t/m 14-10-1989 |
| Week                                   | 1                                      | 2                                      | 3                                      | 4                                      | 5                                      | 6                                      | 7                                      | 8                                      | 9                                      | 10                                     | 11                                     | 12                                     | 13                                     | 14                                     | 15                                     | 16                                     | 17                                     | 18                                     |                                        |
| -------------------------------------- | -------------------------------------- | -------------------------------------- | -------------------------------------- | -------------------------------------- | -------------------------------------- | -------------------------------------- | -------------------------------------- | -------------------------------------- | -------------------------------------- | -------------------------------------- | -------------------------------------- | -------------------------------------- | -------------------------------------- | -------------------------------------- | -------------------------------------- | -------------------------------------- | -------------------------------------- | -------------------------------------- | -------------------------------------- |
| Nummer                                 | 85                                     | 70                                     | 43                                     | 16                                     | 7                                      | 5                                      | 1                                      | 1                                      | 2                                      | 2                                      | 5                                      | 7                                      | 12                                     | 23                                     | 32                                     | 46                                     | 84                                     | 94                                     | uit                                    |